# Berlin Biennale
Berlin Biennale (niem.: Berlin Biennale für zeitgenössische Kunst) – biennale sztuki współczesnej w Berlinie.
Cykliczna impreza odbywa się zazwyczaj co dwa lata w różnych lokalizacjach na terenie całego miasta od 1998 roku. Do tej pory odbyło się już 9 edycji biennale. Każda edycja ma innych kuratorów a co za tym idzie zmienne są również założenia programowe tzw. „idiomy”. Obecnie impreza jest pod opieką Rządu Federalnego Niemiec i zarządzana przez Federal Culture Foundation. Obok documenta w Kassel jest to jedna z największych cyklicznych prezentacji sztuki współczesnej w Niemczech. Najdłuższym partnerem biennale jest KW – Kunst-Werke Institute for Contemporary Art, które od 2004 r. opiekuje się wszystkimi edycjami oraz udostępnia swoje przestrzenie na potrzeby wystawiennicze festiwalu.

## Historia
Biennale zostało założone w marcu 1996 r. przez Klausa Biesenbacha – twórcę KW Institute oraz grupę kolekcjonerów i mecenasów sztuki m.in. przez Eberharda Mayntza. Eberhard Mayntz jest od samego początku prezesem stowarzyszenia prowadzącego biennale. Idea powołania do życia tej imprezy zrodziła się ze względu na zamknięcie działającego od 15 lat forum młodej sztuki na Biennale w Wenecji w 1996 r. Od 2008 r. berlińskie biennale funkcjonuje w sieci zrzeszającej podobne wydarzenia w Europie – European Biennial Network.

### 1998
Kuratorzy: Klaus Biesenbach, Hans-Ulrich Obrist, Nancy Spector

Czas trwania: 30 września – 30 grudnia
Pierwsza edycja polegała na włączeniu wielu dziedzin życia artystycznego w mieście (sztuki wizualne, architektura, wzornictwo, literatura, muzyka, taniec współczesny, kino i teatr), które razem miały naświetlić różnorodność i bogactwo współczesnej kultury berlińskiej. Zadaniem kuratorów było nadanie tej prezentacji szerszej perspektywy. W wystawie wzięło udział ponad 70 artystów z całego świata, ale warunkowo związanych z Berlinem. Prezentacje odbyły się w KW, Akademie der Künste oraz dawnym urzędzie poczty przy Oranienburger Straße. W wystawach i wydarzeniach wzięli m.in. udział ówcześnie debiutujący artyści, którzy z czasem osiągnęli międzynarodową sławę: Franz Ackermann, Jonathan Meese, Thomas Demand, Olafur Eliasson.

### 2001
Kuratorka: Saskia Bos

Czas trwania: 20 kwietnia – 20 czerwca
W wystawach 2 Biennale wzięło udział mniej, bo około 50 artystów z ponad 30 krajów. Kuratorka wypracowała dla tej edycji ideę connectedness, contribution and commitment, która miała skupić artystów i widzów i na wspólnej pracy i twórczej percepcji odsuwając festiwal jak najdalej od komercyjnych koneksji i interesów. Wystawy ponownie odbyły się w Kunst-Werke, w dawnym urzędzie poczty przy Oranienburger Straße oraz w dwóch nowych przestrzeniach: pod arkadami stacji S-Bahn na moście Jannowitzbrücke oraz w budynku firmy Allianz znanym w Berlinie jako Treptowers.

### 2004
Kuratorka: Ute Meta Bauer

Czas trwania: 14 lutego – 18 kwietnia
Kuratorka tej edycji zbudowała wystawy wokół 5 zagadnień: migracja, warunki miejskie, krajobraz dźwięku, różne sceny oraz inne kino, które sprzężone zostały by razem stworzyć narrację o pozimnowojennym Berlinie. Wystawy odbyły się w Kunst-Werke oraz w Martin-Gropius-Bau. Natomiast 35 artystycznych produkcji filmowych prezentowane było w Kino Arsenal przy Potsdamer Platz.
Ponadto w programie znalazły się mniejsze wydarzenia, przy których zostały zaangażowane zewnętrzne instytucje, m.in. Friends of the Deutsche Kinemathek oraz reboot.fm. Festiwal zakończył trwający trzy dni multimedialny performance.

### 2006
Kuratorzy: Maurizio Cattelan, Massimiliano Gioni, Ali Subotnick

Czas trwania: 25 marca – 5 czerwca
Pierwsza edycja finansowana przez Rząd Federalny Niemiec była zatytułowana Of Mice and Men i dotyczyła szeroko rozumianego cyklu życia. Kuraturujący festiwal włoscy artyści postawili na dużą różnorodność prac i międzynarodowy charakter imprezy. W przeciwieństwie do dotychczasowych edycji nie ograniczyli się do konkretnych ram sztuki np. najnowszej, niekomercyjnej czy lokalnej a raczej na stworzeniu spójnego, ale i atrakcyjnego obrazu. Udało im się osiągnąć ten cel. Dobra organizacja, ciekawi artyści oraz klarowna koncepcja kuratorska przełożyły się na sukces frekwencyjny, ponieważ biennale odwiedziło 85 tys. widzów. Wystawy i wydarzenia miały miejsce wyłącznie wzdłuż ulicy Auguststraße, gdzie mieści się siedziba Kunst-Werke. Na potrzeby prezentacji wykorzystane zostały także inne przestrzenie: trzy mieszkania prywatne, jedno biuro, kościół, budynek dawnej żydowskiej szkoły dla dziewcząt, stajnie dawnej poczty konnej, utworzona tymczasowo filia Gagosian Gallery i stary cmentarz garnizonowy. Eksponowano prace m.in.: Pawła Althamera, Mircei Cantor, Anety Grzeszykowskiej, Pravdoliuba Ivanova, Tadeusza Kantora, Roberta Kuśmirowskiego, Otto Mühla czy Bruce’a Naumana.

### 2008
Kuratorzy: Adam Szymczyk, Elena Filipovic 

Czas trwania: 5 kwietnia – 15 czerwca
Tytuł piątej edycji brzmiał When Things Cast No Shadow. 50 artystów z różnych pokoleń pokazywało swoje prace – często o charakterze site-specific w czterech różnych miejscach. Prezentacje odbywały się w ciągu dnia i nocy. W ciągu dnia można było oglądać wystawy w Kunst-Werke, Neue Nationalgalerie, Skulpturenpark Berlin_Zentrum oraz w Schinkel Pavilion. W tym okresie odbły się 63 nocne pokazy ponad 100 artystów o bardziej efemerycznym charakterze pod hasłem Mes nuits sonts plus belles que vos jours (Moje noce są piękniejsze niż twoje dni wykorzystując tytuł filmu Andrzeja Żuławskiego).

### 2010
Kuratorka: Kathrin Rhomberg

Czas trwania: 11 czerwca – 15 sierpnia
Biennale poprzedził zorganizowany przez Project Artists Beyond i finansowany przez Komisję Europejską cykl mający na celu ukazanie procesu artystycznego dla szerszej widowni. Działania rozpoczęły się już w styczniu i brało w niej udział siedmiu artystów z różnych miast w Europie: Berlin, Amsterdam, Stambuł, Prisztina, Kopenhaga, Wiedeń i Paryż. Idiomem dla tej edycji było hasło Was draußen wartet (Co tam czeka) oraz pytanie Glauben Sie an die Wirklichkeit? (Czy wierzysz w rzeczywistość?). Wzięło w niej udział ponad czterdziestu artystów. Ekspozycje zostały zrealizowane w Kunst-Werke, Alte Nationalgalerie, Museum of Prints and Drawings oraz punktach na terenie miasta, w których mieszka najwięcej imigrantów.

### 2012
Kurator: Artur Żmijewski

Czas trwania: 27 kwietnia – 1 lipca
Artur Żmijewski we współpracy z Joanną Warszą i kolektywem Voina zbudował koncepcję biennale na wypowiedziach i działaniach zaangażowanych politycznie. 320 drzew z okolic obozu koncentracyjnego w Oświęcimiu zostało przesadzone w różne miejsca na mapie Berlina. Jeszcze przed otwarciem festiwalu wydano gazetę P/Act for Art: Berlin Biennale Zeitung, w której znaczące postaci wypowiadały się na temat polityki kulturalnej Berlina. Członkowie ruchu Occupy zostali zaproszeni by zająć Kunst-Werke. Macedońska artystka Nada Prlja zbudowała szeroki na 5 metrów i wysoki na 12 metrów czarny mur zatytułowany Peace Wall (Mur pokoju), który zablokował ulicę Friedrichstraße zaledwie 200 metrów od Checkpoint Charlie – miejsce uczęszczane przez turystów. Praca ta została zdjęta miesiąc później ze względu na protesty mieszkańców, którym utrudniała dostęp do miejsc pracy.

### 2014
Kurator: Juan A. Gaitán

Czas trwania: 29 maja – 3 sierpnia

Miejsca: Haus am Waldsee, Kunst-Werke, Museem Dahlem, Crash Pad c/o Kunstwerke

### 2016
Kuratorzy: Kolektyw DIS

Czas trwania: 4 czerwca – 18 września

Miejsca: Kunst-Werke, Akademie der Künste, ESMT European School of Management and Technology, The Feuerle Collection, prom widokowy Blue Star